# 平山纮一郎
平山纮一郎（日语：／ Hirayama Koichiro，1946年9月9日—），日本男子摔跤运动员。他曾代表日本参加1972年和1976年夏季奥林匹克运动会摔跤比赛，获得一枚银牌和一枚铜牌。他也曾在1974年亚洲运动会获得一枚金牌。